# Nhạc viện Thành phố Hồ Chí Minh
Nhạc viện Thành phố Hồ Chí Minh là một học viện chuyên ngành chuyên đào tạo và nghiên cứu nhóm ngành âm nhạc từ trình độ trung cấp đến bậc tiến sĩ tại Thành phố Hồ Chí Minh. Trường có trụ sở tại đường Nguyễn Du, Quận 1, Thành phố Hồ Chí Minh. Đây là một trong ba trường dạy nhạc hàng đầu tại Việt Nam (hai trường còn lại là Học viện Âm nhạc Quốc gia Việt Nam và Học viện Âm nhạc Huế.)
Trường mang tên gọi như hiện nay từ năm 1982 trên cơ sở tách phân khoa âm nhạc từ Trường Quốc gia Âm nhạc và Kịch nghệ cũ của Việt Nam Cộng hòa, nguyên thủy là Trường Quốc gia Âm nhạc lập năm 1956.

## Lịch sử
Trường được thành lập ngày 12 tháng 4 năm 1956 dưới thời Đệ Nhất Cộng hòa tọa lạc ở số 112 đường Nguyễn Du, Quận 1, Sài Gòn. Trong số những người sáng lập có nhạc sĩ Hùng Lân. Mục đích của Trường là giảng dạy những bộ môn âm nhạc truyền thống Việt Nam như trình tấu nhạc cụ dân tộc Việt Nam. Giáo trình cũng được bổ túc để bao gồm các bộ môn âm nhạc cổ điển Tây phương và nhạc pháp dưới sự vận động của giám đốc Nguyễn Phụng. Khi khai giảng lần đầu Trường có 150 sinh viên ghi danh dưới tên Trường Quốc gia Âm nhạc.
Năm 1960 trường mới chính thức đổi tên thành Trường Quốc gia Âm nhạc và Kịch nghệ sau khi mở thêm phân khoa kịch nghệ tăng cường thêm các bộ môn cải lương, hát bội, và thoại kịch.
Đến năm 1982, trường được đổi tên thành Nhạc viện Thành phố Hồ Chí Minh và mang tên này đến ngày nay.

### Giám đốc qua các thời kì

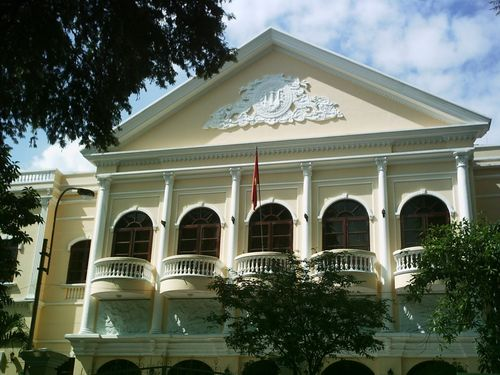
Một góc nhạc viện TP. Hồ Chí Minh

### Giám đốc qua các thời kì[6][7]
| Thời gian   | Tên                |
| ----------- | ------------------ |
| 1956 - 1970 | Nguyễn Phụng       |
| 1970 - 1975 | Nghiêm Phú Phi     |
| 1975 - 1997 | Quang Hải          |
| 1997 - 2000 | Ca Lê Thuần        |
| 2000 - 2006 | Hoàng Cương        |
| 2006 - 2016 | Văn Thị Minh Hương |
| 2016 - 2019 | Tạ Quang Đông      |
| 2020 - nay  | Hoàng Ngọc Long    |

### Phó Giám đốc qua các thời kì[8][9]
| Thời gian   | Tên                 |
| ----------- | ------------------- |
| 1975 - 1982 | Cửu Long            |
| 1975 - 1982 | Trần Tấn Lộc        |
| 1976 - 1992 | Trần Thị Nguyệt Anh |
| 1982 - 1993 | Trần Thanh Cao      |
| 1989 - 1996 | Phạm Minh Tuấn      |
| 1993 - 1999 | Nguyễn Bích Ngọc    |
| 1996 - 2006 | Đào Thái            |
| 2000 - 2006 | Hoàng Cương         |
| 2002 - 2005 | Phạm Minh Thu       |
| 2004 - 2015 | Phạm Vũ Thành       |
| 2006 - 2012 | Phạm Ngọc Doanh     |
| 2006 - 2016 | Nguyễn Thị Mỹ Liêm  |
| 2014 - 2020 | Tạ Minh Tâm         |
| 2020 - nay  | Nguyễn Mỹ Hạnh      |
| 2021 - nay  | Huỳnh Thị Thu Hiền  |

## Đào tạo

### Bậc đại học
Trường hiện đào tạo 7 ngành bậc đại học với 36 chuyên ngành khác nhau, gồm:
- Biểu diễn nhạc cụ truyền thống.
- Âm nhạc học.
- Sáng tác âm nhạc.
- Chỉ huy âm nhạc.
- Dây
- Piano.
- Biểu diễn nhạc cụ phương Tây.
- Thanh nhạc.
- Sư phạm âm nhạc[10]

### Bậc thạc sĩ
- Biểu diễn: Nhạc cụ phương Tây, Thanh nhạc, Nhạc cụ truyền thống, Chỉ huy Giao hưởng, Chỉ huy Hợp xướng, Sáng tác.
- Phương pháp giảng dạy chuyên ngành âm nhạc: Nhạc cụ phương Tây, Thanh nhạc, Nhạc cụ truyền thống, Chỉ huy Giao hưởng, Chỉ huy Hợp xướng.
- Âm nhạc học.
- Lý luận và Phương pháp giảng dạy âm nhạc.

### Bậc Tiến  sĩ
- Âm nhạc học.

## Nghiên cứu khoa học
Tính từ năm 2001 đến nay, trường hiện đã thực hiện được 55 công trình nghiên cứu khoa học. Trường hiện đã phát hành được 13 số tạp chí khoa học với tên tựa đề là "ÂM NHẠC HỌC". Đã phát hành 12 quyển sách với nhiều chuyên đề, từ lịch sử âm nhạc Việt Nam cho đến các quyển giáo trình dùng để giảng dạy tại các trường đại học khác.

## Thành tích[12]
Nhạc viện Thành phố Hồ Chí Minh đã được Nhà nước tặng thưởng Huân chương Lao động hạng I, II và III; Huân chương Độc lập hạng II và III. Nhiều thế hệ giảng viên của trường đã được Nhà nước phong tặng danh hiệu Nhà giáo Nhân dân, Nhà giáo Ưu tú, Nghệ sỹ Nhân dân, Nghệ sỹ Ưu tú. Nhiều Giáo sư của Nhạc viện Thành phố Hồ Chí Minh được mời làm giám khảo cho các cuộc thi âm nhạc quốc tế trên thế giới. Nhiều giảng viên, học sinh, sinh viên đoạt các giải thưởng cao trong và ngoài nước, qua đó đã tạo uy tín về chất lượng đào tạo nghệ thuật âm nhạc trong cả nước cũng như khu vực và thế giới.